# Кьябе
Кьябе (фр. Kyabé) — город на юге Чада, расположенный на территории региона Среднее Шари. Административный центр департамента Лак-Иро.

## Географическое положение
Город находится в центральной части региона, к северу от реки Кейта (приток реки Шари), на высоте 367 метров над уровнем моря.
Кьябе расположен на расстоянии приблизительно 68 километров к северо-востоку от Сарха, административного центра региона и на расстоянии 508 километров к юго-востоку от Нджамены, столицы страны.

## Население
По данным переписи 2010 года численность населения Кьябе составляла 19 300 человек.
Динамика численности населения города по годам:
| 1993   | 2000   | 2009   | 2010   |
| ------ | ------ | ------ | ------ |
| 11 912 | 14 600 | 15 960 | 19 300 |

## Транспорт
В окрестностях города расположен одноимённый аэропорт.